# خورخي إي. هيرش
خورخي إي. هيرش (بالإنجليزية: Jorge E. Hirsch)‏ (بالإسبانية: Jorge Hirsch)‏ هو فيزيائي أمريكي وأرجنتيني، ولد في 1953 في بوينس آيرس في الأرجنتين.

## وصلات خارجية
- الموقع الرسمي